# Bastian Asdonk

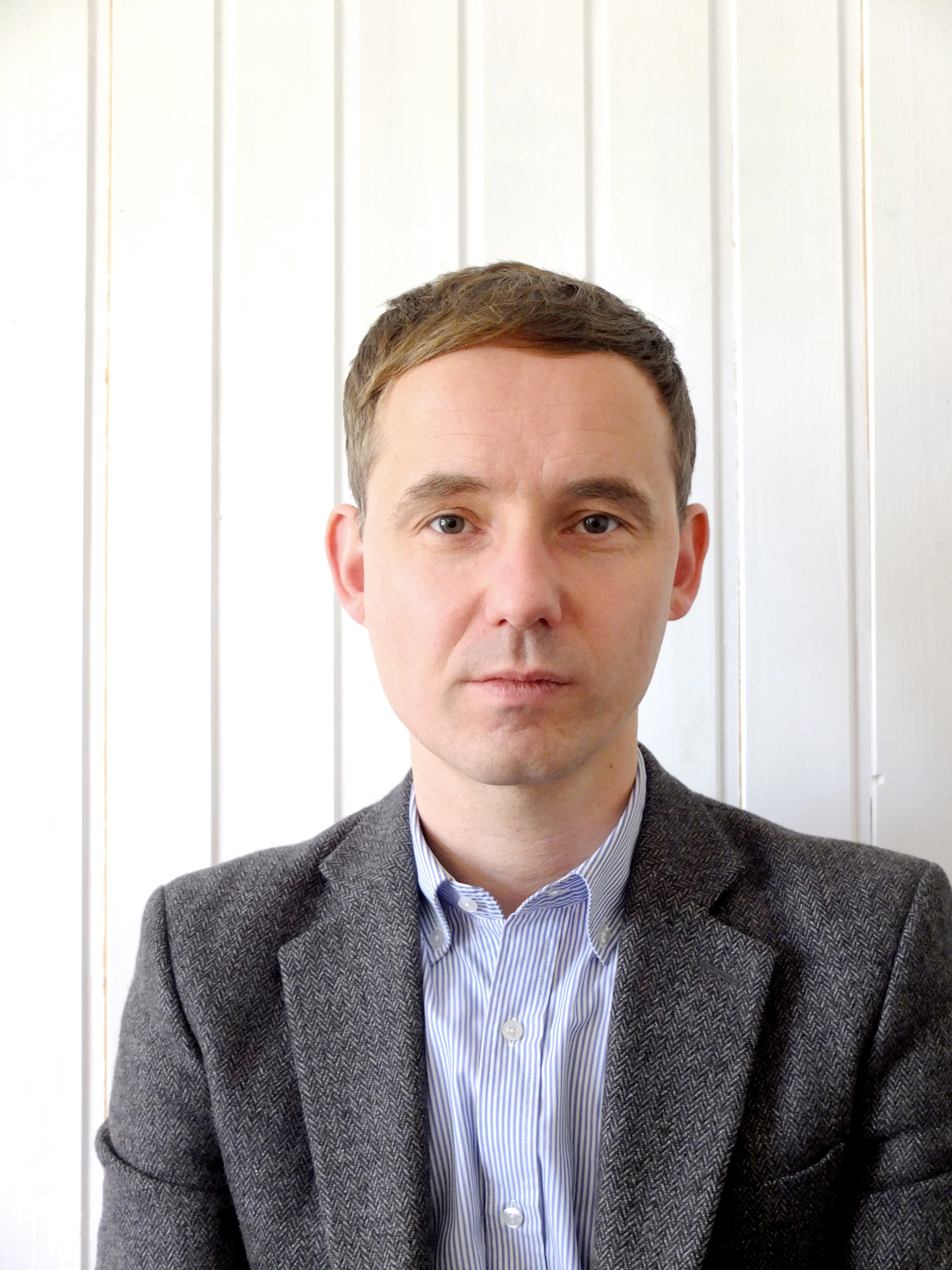
Bastian Asdonk, 2016

Bastian Asdonk (* 11. März 1974 in Moers) ist ein deutscher Autor, Journalist, Musiker und Mitgründer der Filmproduktionsfirma Hyperbole.

## Leben
Seine frühe Kindheit verbrachte Asdonk in der Nähe des Familiensitzes in Kamp-Lintfort. Danach wuchs er in Norddeutschland auf. Seine Großtante ist Brigitte Asdonk, die Gründungsmitglied der Rote Armee Fraktion war. Der Arzt Johannes Asdonk ist sein Großonkel.
Im Studium der Kommunikationswissenschaft und Philosophie an der Universität Essen lernte er unter anderem bei Norbert Bolz und Vittorio Hösle. Als Student arbeitete er als Radio- und Fernseh-Autor für den WDR in Köln. Seit 1999 lebt er in Berlin, wo er für verschiedene Verlage, Fernsehsender und Medienunternehmen arbeitet.
Bis 2009 veröffentlichte er zahlreiche Singles und Alben unter verschiedenen Künstlernamen. Seine elektronischen Veröffentlichungen erschienen unter den Namen „Bleach“, sein Bandprojekt mit Benjamin John Osborn unter „Neonman“.
Im Jahr 2014 gründete er mit zwei Mitgründern die Filmproduktionsfirma Hyperbole, die 2015 mit dem Grimme Online Award ausgezeichnet wurde. Er selbst erhielt 2018 den Grimme-Preis für die Idee und das Konzept der Doku-Reihe „Germania“ und den Goldene Kamera Digital Award im selben Jahr.
In seiner schriftstellerischen Arbeit setzt er sich mit den Themen Digitalisierung, Identität und Heimat auseinander, so auch in seinem Debütroman „Mitten im Land“, der im Jahr 2016 beim Zürcher Verlag Kein & Aber erschien.
Seit 2016 führt und produziert er die Gesprächsreihe „Suche & Ordnung“, in der er andere Schriftsteller einlädt. Die Reihe wird als Podcast bei Detektor.fm gesendet.

## Werke
Romane
- Mitten im Land (Roman), kein&aber, Zürich 2016, ISBN 978-3-0369-5746-3.

## Diskografie (Auswahl)

### Alben
- 2006: Neonman - Gift of the Gab (Pale Music)
- 2008: Neonman - Knights of Error (Pale Music)

### Singles
- 1997: Bleach - The 1st (Waltrop)
- 1998: Bleach - The 2nd (Waltrop)
- 2002: Neonman - Future is Pussy (1st Decade Records)
- 2002: Neonman - Bundesnachrichtendienst (1st Decade Records)
- 2003: Neonman - Supermodel Terrorist (Lasergun Records)
- 2004: Neonman - All Weak (1st Decade Records)